# Transrail
Transrail SA, dont le siège social se trouve à Bamako, est le fruit de la collaboration des gouvernements du Sénégal et du Mali qui ont signé en septembre 2003, la concession du chemin de fer Dakar Bamako à la société Transrail a pris fin le 7 mars 2016.

## Historique

### Création de Transrail SA
À la fin du XXe siècle la ligne, à écartement métrique, de l'ancien chemin de fer Dakar-Niger entre Dakar, au Sénégal, et Bamako, au Mali, est de plus en plus difficile à gérer du fait de la concurrence de la route et surtout de son manque d'entretien et d'investissements. Les deux États, déjà très endettés, recherchent des solutions leur permettant de conserver le monopole sur le transport ferroviaire, mais les institutions financières, notamment la Banque mondiale et l'Agence française de développement, font pression en conditionnant un prêt de 73 millions de dollars (61,6 millions d'euros) à la privatisation de ce secteur. Elles préconisent une gestion public-privé de cette liaison ferroviaire bi-nationale.
Avec le soutien des bailleurs de fonds internationaux, le processus s'enclenche en avril 2001 sous la forme d'un appel à « manifestation d'intérêt » pour une « concession intégrale », en novembre quatre consortiums sont retenus pour participer à l'appel d'offre technique et financier. Le 11 février 2003 la concession est attribuée, à titre provisoire, au groupement Canac-Getma mieux disant avec une offre de quinze milliards de francs CFA. La concession définitive, d'une durée de 25 ans, est prononcée le 5 mars 2003.
Comme prévu dans les accords, Canac-Getma crée la société anonyme Transrail SA, qu'il détient à 51 % par l'intermédiaire de Transrail Investissement. Le reste du capital en actions est réparti entre : les États du Mali et du Sénégal (10 % chacun), les actionnaires privés des deux pays (20 %), et les employés de Tranrail par l'intermédiaire d'un fonds commun de placement (9 %). La nouvelle société commence son activité le 1er octobre 2003.

## Fin du contrat de concession
En décembre 2015, le contrat de concession ferroviaire de la ligne Dakar-Bamako est résilié et confié à Dakar-Bamako-Ferroviaire.